# Suma Oriental
De Suma Oriental  (Portugees voor "Alles over het Oosten") is een door Portugese ontdekkingsreiziger Tomé Pires in 1520 gepubliceerd verslag van zijn reis door Indonesië. De teksten zijn niet allemaal door hem geschreven maar werden wel door hem geredigeerd.  
De Suma Oriental beschrijft daarin met name Java. Hoewel dit verslag pas verscheen ongeveer vijf jaar nadat Pires Java in 1515 weer had verlaten, worden zijn beschrijvingen veelal als een serieuze bron beschouwd.